# 김제 김씨
김제 김씨(金堤 金氏)는 대한민국의 전북특별자치도 김제시를 본관으로 하는 한국의 성씨 관향이다.

## 역사
김제 김씨의 시조(始祖)인 김천서(金天瑞)는, 신라 경순왕 김부(新羅 敬順王 金傅)의 사남(四男, 넷째 아들.)인 대안군 김은열(大安君 金殷說)의 서얼 현손(庶孼 玄孫)으로 12세기 시절이던 1184년(명종 14년), 고려조 명종 시대(高麗朝 明宗 時代)에 문하시중(門下侍中)을 역임했으며, 결국 1188년(명종 18년)에, 월성부원군(月城府院君)이라는 군호(봉작)에 봉해졌다고 한다. 그(월성부원군 김천서)는 결국 1191년(명종 21년)에 관직 은퇴 후 1196년(명종 26년), 김제(金堤)에 정착하였다.
그로부터 약200여년 남짓 훗날, 시조 월성부원군 김천서(月城府院君 金天瑞, 1140년(인종 18년)생~1211년(강종 원년)졸.)의 7세손 김정걸(金正傑, 1356년(공민왕 5년)생~1429년(세종 11년)졸.)이, 14세기 시절이던 1391년(공양왕 2년), 공양왕(恭讓王) 말기 시대에 김정걸(金正傑)이 자신의 주군(主君)으로 섬기었던 경주 김씨(慶州 金氏)의 후손 계림군 김균(鷄林君 金稛, 1341년생~1398년졸)이 조선국 창건 개국에 공이 있으므로, 1392년(태조 원년)에는 개국삼등공신(開國三等功臣)에 책록되었고, 그와 함께 아울러 지난날 생전의 계림군 김균(鷄林君 金稛, 1398년 서거.)의 가내 내신(家內 內臣)을 지냈으니, 이른바 지난 1391년(공양왕 2년)부터 1394년(태조 2년)까지 3년 동안 지낸 경주 김씨 가내 가신(慶州 金氏 家內 家臣)이었다.
그러나 그로부터 가까운 훗날에서부터 김정걸(金正傑)은, 자신의 본의가 아니게도 향후 주군(主君)을 두번이나 바꿀수밖에는 없었으며, 태조(太祖) 시절에 전직 조선국 이조전서 등을 지낸 문화 유씨(文化 柳氏)의 후손 유양(柳亮, 1354년생~1416년졸, 김제 김씨 중시조 김정걸(훗날 1402년 당시 김제군 작호 책록.)의 두번째 주군.)의 차남(次男, 둘째아들.)과 삼남(三男, 셋째아들.)인 유근(柳謹, 유양(이조전서 역임.)의 둘째아들.)과 유경생(柳京生, 유양(이조전서 역임.)의 셋째아들.)이라는 두 형제에게 1394년(태조 2년) 당시 2년간의 문사(文師, 글스승.)를 지냈다.
그리고 후일, 김정걸(金正傑)은 1396년(태조 4년) 당시에는 훗날 정종(定宗)·태종(太宗) 시절에 전직 조선국 이조판서 등을 지낸 신평 이씨(新平 李氏)의 후손 이첨(李詹, 1345년생~1405년졸, 김제 김씨 중시조 김정걸(훗날 1402년 김제군 책록.)의 마지막 주군.)의 5년 동안 가내 집사(家內 執事)를 1396년(태조 4년)부터 1401년(태종 1년)까지 지냈다.
그렇게 거듭 연거푸 바꾸어 가면서 세 집안의 가내 내신(家內 內臣)을 지낸 김정걸(金正傑)은, 이른바 1391년(공양왕 2년)부터 1401년(태종 1년)까지 경주 김씨(慶州 金氏)와, 문화 유씨(文化 柳氏)와, 신평 이씨(新平 李氏)라는 세 집안의 10년 동안 가신(家臣)이거니와 전라도 김제 출신으로 지난 1390년(공양왕 1년)부터 1393년(태조 1년)까지 어언 3년 동안 개경 생활(開京 生活)을 거쳐 1393년(태조 1년)부터 1403년(태종 3년)까지 장장 10년 동안 한성 생활(漢城 生活)을 지낸 이른바 전라도 김제 촌동네에서부터 개경(開京)·한성(漢城)으로 온 호남 지역의 초야 유생(草野 儒生) 출신으로 일목장군(一目將軍)에 버금가는 백면서생(白面書生)이었던, 한성 유객(漢城 留客)인 김정걸(金正傑)이라는 그를 훗날 1402년(태종 2년)에는 태종(太宗)이 김제군(金堤君)에 봉했는데, 그 후 김제군 김정걸(金堤君 金正傑, 1356년(공민왕 5년)생~1429년(세종 11년)졸.)의 자녀들 가운데, 장남(長男)인 김병두(金炳斗, 1373년(공민왕 22년)생~1435년(세종 17년)졸.)는, 어머니를 함께 모시고, 아버지를 따라 한성부(漢城府)에 정착하였으며, 차남(次男)인 김부날(金溥捺, 1377년(우왕 3년)생~1446년(세종 28년)졸.)은 친가 직족들과 함께 고향 전라도 김제군(全羅道 金堤郡)에 잔류하면서, 이후 후손들이 김제군 김정걸(金堤君 金正傑)이라는 그를 중시조(사실상 1세조)로 삼고 본관(本貫)을 김제(金堤)로 정해 김제김씨(金堤金氏)의 세계(世系)를 이어왔다고 한다.

## 주요 인물
- 김일옥(金一玉, 1562~1633): 조선 시대의 불교 승려이자 고승으로, 불교 법명은 진묵(震默)이며, 아버지 김병익(金炳瀷)과 어머니 함열 남궁씨(咸悅 南宮氏) 사이에서 전라도 김제 생.[2]
- 김형렬(金亨烈, 1862~1932): 대한제국 비주권 군주제 민본주의 황조 시대의 증산 도교 수석성도 출신.
- 김강정(金康正, 1943~2021): MBC 문화방송 뉴스 보도 기자 출신의, 제2대 iMBC 대표이사 사장(재임: 2001년 8월 9일~2002년 3월 18일)을 지낸, 전직 언론인.

## 인구
- 2000년 1,594가구 5,220명.